# Miguel Lorenzo
Miguel Lorenzo Leis (Lugo, 15 settembre 1991) è un ex cestista spagnolo.